# Nagai
Nagai (長井市; -shi) é uma cidade japonesa localizada na província de Yamagata.
Em 2003, a cidade tinha uma população estimada em 31 362 habitantes e uma densidade populacional de 146,08 h/km². Tem uma área total de 214,69 km².
Recebeu o estatuto de cidade a 15 de Novembro de 1954.

## Cidades-irmãs
- Yuki, Japão
- Shuangyashan, China